# Färdplanen för fred
Färdplanen för fred är en plan som behandlar hur Israel/Palestina-konflikten ska lösas. Den presenterades först av USA:s tidigare president George W. Bush under ett tal den 24 juni 2002. Den stöds av Mellanösternkvartetten som består av USA, EU, Ryssland och FN. Planens princip är en självständig palestinsk stat sida vid sida med Israel. George W. Bush är den första amerikanske president som officiellt stödjer att en palestinsk stat bildas.

## Planen
Palestina ska bli en stat i utbyte mot demokratiska reformer och ett stopp av terrorism mot Israel. Israel ska stödja, hjälpa och acceptera en palestinsk regering och självstyre samt avveckla bosättningarna på Gazaremsan och Västbanken.

## Ej lösta konflikter
Jerusalem är en svår stridsfråga, där palestinierna vill se östra Jerusalem som sin huvudstad i det nya landet, medan Israel anser att Jerusalem tillhör Israel och marken mellan Jerusalem och Västbanken. Israel vill också ha Jerusalem som huvudstad och att omvärlden ska erkänna den som det.
Flyktingfrågan är också svår att lösa; vad man ska göra med alla palestinier som i dag bor i flyktingläger?